# طارق شهاب
طارق شهاب هو لاعب كرة قدم مغربي، ولد بالمغرب في 22 نوفمبر 1975.
سوبر جامعة ان تضطلع به في سويسرا.

## المشاركات في المتخب المغربي لكرة القدم
وشارك في كأس الأمم الإفريقية عام 2004، في اللقاءات الودية وعام 2002 وعام 2004 في التصفيات إلى نهائيات كأس العالم عام 2006. ومن بين هذه الاطراف حصلت على ثلاثة اهداف.

## روابط خارجية
- طارق شهاب على موقع ناشيونال فوتبول تيمز (الإنجليزية)
- طارق شهاب على موقع Soccerway.com (الإنجليزية)
- طارق شهاب على موقع عالم كرة القدم.نت (الإنجليزية)
- طارق شهاب على موقع كووورة